# Martijn de Greve
Martijn (M.B.) de Greve (Leiden, 9 juli 1974) is een Nederlandse presentator. Hij is vooral bekend als presentator van diverse programma's op NPO Radio 1.

## Loopbaan

### Jeugd
De Greve werd geboren in het Leids Universitair Medisch Centrum. Hij was zoon van een huisvrouw (moeder, E.M.M. Pool) en een organisator in de zorg (vader, W.B. de Greve). Hij groeide op in Oegstgeest en Wassenaar in een gebroken gezin. Hij was nogal wild tijdens de middelbare schoolperiode, maakte eigenlijk niets af. Er volgde na vertrek naar Amsterdam een HAVO-opleiding. Daarna volgde een studie economie aan de Hogeschool van Amsterdam, alwaar hij Beau van Erven Dorens ontmoette. Zijn studie maakte hij niet af. 

### Radio
Van Erven Dorens haalde hem naar Talk Radio 1395 AM. Hij kreeg er een avondprogramma. Vanaf 1996 had hij enige tijd bij Amsterdam FM gewerkt. Tussen 1998 en 2002 was hij werkzaam bij BNR Nieuwsradio. 
Met Wouke van Scherrenburg presenteerde hij tussen 2011 en 2018 Politieke Junkies voor de VARA vanuit De Balie. Daarna ging hij voor WNL programma's maken zoals Haagse Lobby. Ook is hij vaste invaller voor In De Kantine.

### Televisie
Hij was enige tijd werkzaam bij stadszender AT5. Daar maakte hij programma’s als Waterloo, De Slag Om De Stopera en Amsterdam kiest. 

## Trivia
- De Greve was drie jaar assistent van Hannah Belliot.
- Hij zat in 2006 in het campagneteam van Lodewijk Asscher en Ahmed Aboutaleb.
- Hij had een korte loopbaan in de stand-upcomedy bij Comedytrain.